# محمد عباسی دهبکری
محمد آقا عباسی دهبکری از مالکان بزرگ سقز، سناتور و نماینده مجلس شورای ملی بود.
در جریان شورش محمدرشید خان بانه‌ای در زمان جنگ جهانی دوم، املاک محمد آقا تصرف و تاراج شد. او به تهران مهاجرت و به دربار و ارتش شکایت کرد. در انتخابات دوره پانزدهم مجلس شورای ملی که در سقز و بانه از ۳۱ تیر تا هفتم امرداد ۱۳۲۶ برگزار شد، با کسب ۹۵۷۴ رأی از مجموع ۹۷۰۰ رأی که به صندوق‌ها ریخته شد، به مجلس راه یافت.
عباسی در دوره بعد (شانزدهم) که بار دیگر به نمایندگی سقز و بانه انتخاب شد، از مخالفان دولت مصدق بود. در دوره هفدهم، سقز و بانه نماینده نداشت. او بار دیگر در دوره هجدهم بر کرسی نمایندگی این حوزه انتخابیه نشست. از سال ۱۳۴۲ تا هنگام مرگ سناتور انتصابی کرمانشاه و کردستان بود (سه دوره).